# Antarchaea straminea
Antarchaea straminea là một loài bướm đêm trong họ Noctuidae.